# Сілезька філармонія

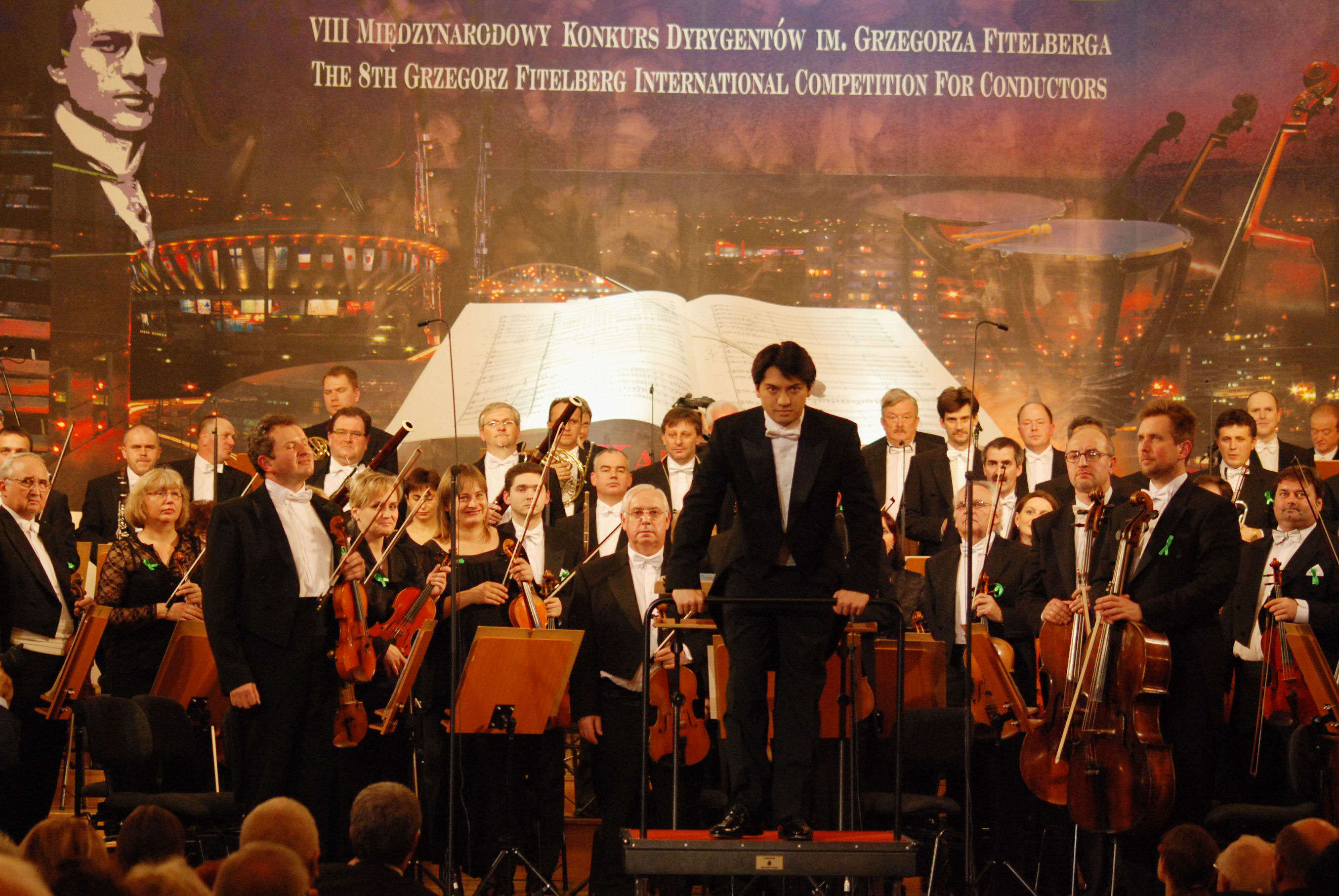
Оркестр сілезької філармонії на сцені

Сілезька філармонія в Катовицях (пол. Filharmonia Śląska w Katowicach) — філармонія в Катовицях, заснована 1945 року.
Протягом XX століття, на сцені філармонії виступали такі артисти як Еміль Гілельс, Мстислав Ростропович, Давид та Ігор Ойстрахи. При філармонії працює симфонічний оркестр, з 1974 року — хор, а з 1981 також камерний оркестр. З 1979 року філармонія проводить конкурс диригентів ім. Фітельберга.